# Associazione Sportiva Fanfulla 1923-1924
Questa pagina raccoglie le informazioni riguardanti l'Associazione Sportiva Fanfulla nelle competizioni ufficiali della stagione 1923-1924.

## Stagione
Nella stagione 1923-1924 il Fanfulla ha disputato ii girone D del campionato di Seconda Divisione Nord comprendente squadre lombarde ed emiliane. Con 18 punti si è piazzato in seconda posizione alle spalle del Mantova.

## Rosa
| N. |                   | Ruolo | Calciatore               |
| -- | ----------------- | ----- | ------------------------ |
|    | Italia (bandiera) | P     | Osvaldo Ferrari          |
|    | Italia (bandiera) | P     | Antonio Grecchi          |
|    | Italia (bandiera) | D     | Eugenio Allievi          |
|    | Italia (bandiera) | D     | Carlo Giola              |
|    | Italia (bandiera) | D     | Mario Porrati            |
|    | Italia (bandiera) | D     | Edoardo Rovida (II)      |
|    | Italia (bandiera) | D     | Gustavo Vanetta          |
|    | Italia (bandiera) | C     | Antonio Carelli          |
|    | Italia (bandiera) | C     | Pietro Chiesa            |
|    | Italia (bandiera) | C     | Giovanni Crosignani (II) |

| N. |                   | Ruolo | Calciatore          |
| -- | ----------------- | ----- | ------------------- |
|    | Italia (bandiera) | C     | Bassano Daccò       |
|    | Italia (bandiera) | C     | Ugo Mazzola         |
|    | Italia (bandiera) | C     | Mario Roghi         |
|    | Italia (bandiera) | A     | Romeo Canevara (II) |
|    | Italia (bandiera) | A     | Annibale Dedè       |
|    | Italia (bandiera) | A     | Vittorio Mascaretti |
|    | Italia (bandiera) | A     | Mario Orlandi       |
|    | Italia (bandiera) | A     | Ennio Rosin         |
|    | Italia (bandiera) | A     | Silvio Salvatico    |
|    | Italia (bandiera) | A     | Antonio Zamproni    |

## Risultati

### Seconda Divisione

#### Girone D

##### Girone di andata
| Piacenza 21 ottobre 1923 1ª giornata | Piacenza               | 0 – 2 referto | Fanfulla | \| Arbitro: \| Biaggini (Novi Ligure) \| |
| Arbitro:                             | Biaggini (Novi Ligure) |               |          |                                          |

| Lodi 28 ottobre 1923 2ª giornata | Fanfulla        | 0 – 0 referto | Trevigliese | Campo Dossenina\| Arbitro: \| Piazza (Milano) \| |
| Arbitro:                         | Piazza (Milano) |               |             |                                                  |

| Mantova 4 novembre 1923 3ª giornata | Mantova | 1 – 1 referto | Fanfulla |  |

| Lodi 11 novembre 1923 4ª giornata | Fanfulla | 2 – 2 referto | Ostiglia | Campo Dossenina |

| Legnago 9 dicembre 1923 5ª giornata | Legnaghese | 2 – 1 referto | Fanfulla |  |

| Lodi 25 novembre 1923 6ª giornata | Fanfulla              | 6 – 0 referto | Bentegodi Verona | Campo Dossenina\| Arbitro: \| Crivelli sr. (Milano) \| |
| Arbitro:                          | Crivelli sr. (Milano) |               |                  |                                                        |

| Carpi 2 dicembre 1923 7ª giornata | Carpi | 4 – 1 referto | Fanfulla |  |

##### Girone di ritorno
| Lodi 16 dicembre 1923 8ª giornata | Fanfulla       | 3 – 2 referto | Piacenza | Stadio Dossenina\| Arbitro: \| Fries (Milano) \| |
| Arbitro:                          | Fries (Milano) |               |          |                                                  |

| Treviglio 23 dicembre 1923 9ª giornata | Trevigliese     | 1 – 4 referto | Fanfulla | \| Arbitro: \| Grossi (Milano) \| |
| Arbitro:                               | Grossi (Milano) |               |          |                                   |

| Lodi 30 dicembre 1923 10ª giornata | Fanfulla | 0 – 2 referto | Mantova | Stadio Dossenina\| Arbitro: \| Bottelli \| |
| Arbitro:                           | Bottelli |               |         |                                            |

| Ostiglia 2 marzo 1924 11ª giornata | Ostiglia | 1 – 2 | Fanfulla |  |

| Lodi 24 febbraio 1924 12ª giornata | Fanfulla | 2 – 0 A tav. referto | Legnaghese | Stadio Dossenina |

| Verona 17 febbraio 1924 13ª giornata | Bentegodi Verona | 1 – 2 referto | Fanfulla |  |

| Lodi 16 marzo 1924 14ª giornata | Fanfulla       | 2 – 2 referto | Carpi | Stadio Dossenina\| Arbitro: \| Ferro (Milano) \| |
| Arbitro:                        | Ferro (Milano) |               |       |                                                  |